# Myotis aelleni
Myotis aelleni é uma espécie de morcego da família Vespertilionidae.
Apenas pode ser encontrada na Argentina.